# Милан Ајваз
Милан Ајваз (Српски Крстур, 17. март 1897 — Београд, 28. март 1980) био је српски позоришни и филмски глумац.

## Биографија
Милан Ајваз је рођен у Српском Крстуру у Банату Аустроугарска као десето дете у сиромашној занатској породици. Основну школу је завршио у родном месту а затим отишао у Сегедин на изучавање столарског заната. Убрзо се вратио из Сегедина и у Крстуру почео да учи берберски занат. Пошто му то није ишло за руком код оца је почео да учи чизмарски занат, који је наставио у Сегедину и тамо постао калфа. Посао наставља у Пешти где живи до избијања Првог светског рата када се враћа у Српски Крстур. У Аустроугарску војску је регрутован 1916. године и службовао је у Боки которској док није дезертирао.
Након рата 1919. године настањује се у Београду где живи и ради. Са позориштем се среће још у раној младости у родном Крстуру, где као дете гледа позоришне представе путујућих позоришних трупа које су биле веома популарне у то време. Доласком у Београд пружа му се прилика да ужива у представама Народног позоришта што често ради. Када 1921. године Министарство просвете расписује конкурс за пријем у глумачку школу Милан Ајваз види ту прилику да оствари свој дечачки сан да постане глумац, конкурише и у јакој конкуренцији бива примљен. Школу похађа и завршава 1924. године. За време школовања ангажован је као статиста у Народном позоришту, а по завршетку школовања 1. фебруара 1924. године ангажован је као редовни члан Народног позоришта у Београду.
Када је почињао своју глумачку каријеру имао је прилику да глуми поред великих имена као што су Чича Илија Станојевић, Жанка Стокић, Добрица Милутиновић, Сава Тодоровић, Драгољуб Гошић и други. Поред њих, много је научио и од својих професора Михајла Исајловића и Момчила Милошевића. У Народном позоришту игра све до 1928. године када путује по Европи и усавршава свој глумачки позив.
У Осјечко позориште ступа 1930. и у њему остаје до његовог затварања 1934. године. У њему је остварио богату каријеру играјући у преко 20 улога. По затварању Осјечког позоришта прелази у Хрватско народно казалиште у Загребу где игра до 1936. године. По отварању Народног позоришта Дунавске бановине у Новом Саду прелази у Нови Сад и у овом позоришту игра све до 1947. године остваривши у њему преко 60 улога.
Када је 1947. године основано Југословенско драмско позориште у Београду, Милан Ајваз прихвата позив Бојана Ступице и прелази у ово позориште у коме игра све до 1975. године остваривши близу 60 великих улога.
Милан Ајваз је преминуо 28. марта 1980. године у Београду, где је сахрањен у Алеји заслужних грађана на Новом гробљу.

## Занимљивости
Поште Србије су 27. марта 2009. издале табачић од 8 поштанских марака под називом „Великани српског глумишта“, од којих се на једној налази лик Милана Ајваза.

## Филмографија
|                   | 1920 ▼ | 1940 ▼ | 1950 ▼ | 1960 ▼ | 1970 ▼ | Укупно |
| ----------------- | ------ | ------ | ------ | ------ | ------ | ------ |
| Дугометражни филм | 1      | 0      | 9      | 4      | 1      | 15     |
| ТВ филм           | 0      | 0      | 1      | 9      | 8      | 18     |
| ТВ серија         | 0      | 0      | 0      | 2      | 2      | 4      |
| ТВ мини серија    | 0      | 0      | 0      | 1      | 3      | 3      |
| Укупно            | 1      | 0      | 10     | 16     | 14     | 41     |

| Год.       | Назив                                 | Улога                      |
| ---------- | ------------------------------------- | -------------------------- |
| 1920.-те ▲ |                                       |                            |
| 1923.      | Качаци у Топчидеру                    |                            |
| 1950.-те ▲ |                                       |                            |
| 1950.      | Чудотворни мач                        | Видин отац                 |
| 1951.      | Бакоња фра Брне                       | Фра-Брне                   |
| 1952.      | Сви на море                           | Чика Паја                  |
| 1953.      | Општинско дете                        | изасланик краља Александра |
| 1953.      | Невјера                               | стари морнар               |
| 1954.      | Аникина времена                       |                            |
| 1957.      | Поп Ћира и поп Спира                  | Поп Ћира                   |
| 1958.      | Црни бисери                           | Шјор Тони                  |
| 1958.      | Погон Б                               | путник у возу              |
| 1959.      | Дундо Мароје                          |                            |
| 1960.-те ▲ |                                       |                            |
| 1960.      | Ожалошћена породица                   | Танасије                   |
| 1960.      | Друг председник центарфор             | Алексије                   |
| 1961.      | Лето је криво за све                  | руководилац кампа          |
| 1961.      | Уочи одласка вечерњег воза            |                            |
| 1961.      | Велико суђење                         | Чика Гаса                  |
| 1962.      | Троја врата                           |                            |
| 1963.      | Приче о јунацима (ТВ филм)            |                            |
| 1963.      | Детелина са три листа (ТВ серија)     |                            |
| 1965.      | Суданија (ТВ филм)                    |                            |
| 1966.      | Волите се људи (ТВ серија)            |                            |
| 1966.      | Пре рата                              | Танасије                   |
| 1967.      | Једног дана мој Јамеле                |                            |
| 1967.      | Јегор Буличов (ТВ)                    | Пропотјев                  |
| 1967.      | Волите се људи (ТВ серија)            |                            |
| 1968.      | Наши синови (ТВ)                      |                            |
| 1968.      | На рубу памети (ТВ)                   |                            |
| 1968.      | Првокласни хаос (ТВ серија)           |                            |
| 1969.      | Фрак из Абације                       | чика Жива                  |
| 1970.-те ▲ |                                       |                            |
| 1970.      | Чедомир Илић (ТВ серија)              | свештеник                  |
| 1970.      | Протекција (ТВ филм)                  | момак код министра         |
| 1971.      | Од сваког кога сам волела (ТВ серија) |                            |
| 1971.      | Збогом остај бункеру на реци (ТВ)     |                            |
| 1971.      | Сократова одбрана и смрт (ТВ)         | тамничар                   |
| 1971.      | С ванглом у свет (ТВ серија)          |                            |
| 1971.      | Хроника паланачког гробља (ТВ серија) |                            |
| 1972.      | Пораз (ТВ)                            |                            |
| 1972.      | Добри верни слуга (ТВ)                |                            |
| 1972.      | Самоубица (ТВ)                        | Отац Јелпидиј              |
| 1972.      | Чучук Стана (ТВ)                      | Веса                       |
| 1972.      | Киша                                  |                            |
| 1973.      | Прослава (ТВ)                         |                            |
| 1973.      | Глумци (ТВ серија)                    |                            |